# Шах са машином за судњи дан
Шах са машином за судњи дан (Шатранџ ба машине Кијамат) (персијски: شطرنج با ماشین قیامت‎‎) је роман о иранско-ирачком рату Хабиба Ахмадзадеа. Године 1980. изненадни напад на ирански град Абадан означио је почетак иранско-ирачког рата. Стотине хиљада људи је побегло из тешко оштећеног града, али мали број цивила је одлучио да остану, живећи у граду под опсадом. Прича се фокусира на искуства Мусе, младог абаданског војника који брани свој родни град. Одабран је да помогне у уништењу непријатељске „Машине за судњи дан“, софистицираног радарског система.

## Издавач
Приповест је написана 1996. године и објављена на персијском језику од стране Soreie Mehr Publication Company 2005. Шах са машином за судњи дан номинован је и добио бројне награде и има бројна издања у Ирану. Према критичарима, Шах са машином за судњи дан је један од најистакнутијих романа о иранско-ирачком рату последњих година. Књига се 2008. године појавила на енглесом језикуи тако што ју је превео Пол Шпрахман, професор на Рутгерсовом универзитету, а издао је Mazda Publishers.

## Роман
Машина за судњи дан из наслова јесте надимак који је дат британском Cymbeline контра-батеријском радарском систему који се користио за усмеравање ирачке контра-батерије против иранске артиљерије. Муса, главни лик романа, постаје артиљеријски осматрач у артиљеријском двобоју између две стране, користећи недовршену вишеспратну зграду као своју осматрачку позицију. Рођен у Абадану, Муса је такође задужен да чува неколико преосталих цивила који су одлучили да остану у граду током опсаде Абадана.

## "Onelight Theatre" адаптација
У 2012. "Onelight Theatre" одлучио је да изведе адаптацију иранског романа. Onelight Theatre је професионална позоришна установа која се бави развојем и продукцијом за Халифакс, Нова Шкотска од 2002. године, са седиштем у Алдернеј Ландингу. Onelight је резиденцијална позоришна компанија у целости. По повратку кући као представник Канаде на Међународном позоришном фестивалу Фаџр у Техерану, представа је извела своју канадску премијеру 6. фебруара 2014. Представа је изведена у Канаду након прве турнеје, дебитујући у Абадану, месту радње приче и месту рођења уметничког директора Onelight Theatre-а, Шахин Сајадија. „Извести ово дело у месту где је све почело, односно мој родни град, заиста је била част“, рекао је Сајади, додавши „радујем се што ћу га следећег месеца довести у Канаду“. Драмтизовао је и режирао Шах са машином за судњи дан Шахин Сајади, користиће комбинацију енглеске, персијске и невербалне комуникације како би адекватно испричао о изазовима са којима се морају суочити млади војници.
Представа је обновљена на Алдернеј Ландингу, у периоду од 19. јануара до 7. фебруара 2015.

## Награде
- Књижевна награда Исфахана
- Годишњица свете одбране
- Књига године Удружења писаца и критичара
- Златно шеро Ирана
- Књига године Исламске Републике Иран